# Rhynchosia laetissima
Rhynchosia laetissima är en ärtväxtart som beskrevs av John Gilbert Baker. Rhynchosia laetissima ingår i släktet Rhynchosia och familjen ärtväxter. Inga underarter finns listade i Catalogue of Life.